# Кохання, Гроші, Рок-н-Рол
Кохання, Гроші, Рок-н-Рол (рос. Любовь, Деньги, Рок-н-Ролл; англ. Love, Money, Rock’n’Roll) — російська відеогра в жанрі візуальної новели. Проєкт розроблений і виданий студією Soviet Games 4 серпня 2022 року.

## Ігровий процес
Гра є візуальною новелою. Сюжет розвивається упродовж 28 ігрових днів. Гравець приймає певні рішення, що впливають на подальший розвиток сюжету та його кінцівку.

## Сюжет
Події гри розгортаються у вісімдесяті роки навколо Миколи, сина радянських інженерів, які емігрували до Японії. Він має зіткнутися з похмурими привидами минулого й вирішити для себе, кому він може довіряти.

### Кінцівки
Всього в грі 14 кінцівок, кожна з них залежить від рішень, прийнятих Миколою під час проходження, а також кількості приділеної уваги кожної з дівчат.

## Системні вимоги
- ОС: Windows 7, Windows 8, Windows 8.1, Windows 10
- Процесор: Intel Pentium 4 1.5 GHz або AMD Athlon XP
- ОП: 2048 МБ
- Відеокарта: з підтримкою DirectX 11
- Звукова плата: з підтримкою DirectX 11

## Розробка
Відразу після виходу Нескінченного літа розробники взялися за новий проєкт, згодом викладаючи у своїй групі в соціальній мережі VK різні малюнки, ескізи і запитували аудиторію чого вони хочуть більше побачити у грі. 27 вересня 2016 року розробники організували збори на Kickstarter, запросивши 30 тис. доларів США. Щоб зацікавити якнайбільше людей у цьому, вони випустили безкоштовну демо-версію гри. Також розробники оголосили, що гра буде не на ігровому рушію Ren'Py як їхній попередній проєкт, а на Unity, для зручності випуску проєкту на ПК та iOS з Android.

## Рецензії
Кирило Волошин від StopGame зазначав, що у відеогрі присутні «добре прописані персонажі; якісна картинка та атмосферна музика». Хоча Гліб Мещеряков з того ж StopGame у своєму огляді поставив грі оцінку «Посередньо» й сказав, що проходити гру вдруге не виникає жодного бажання, а головного героя назвав «хворим на шизофренію». Григорій Бєлкін з газети «Аргументы недели» вважає, що «головними проблемами гри є: атмосфера, „сліпі вибори“ та стосунки між персонажами».